# Norman Christ

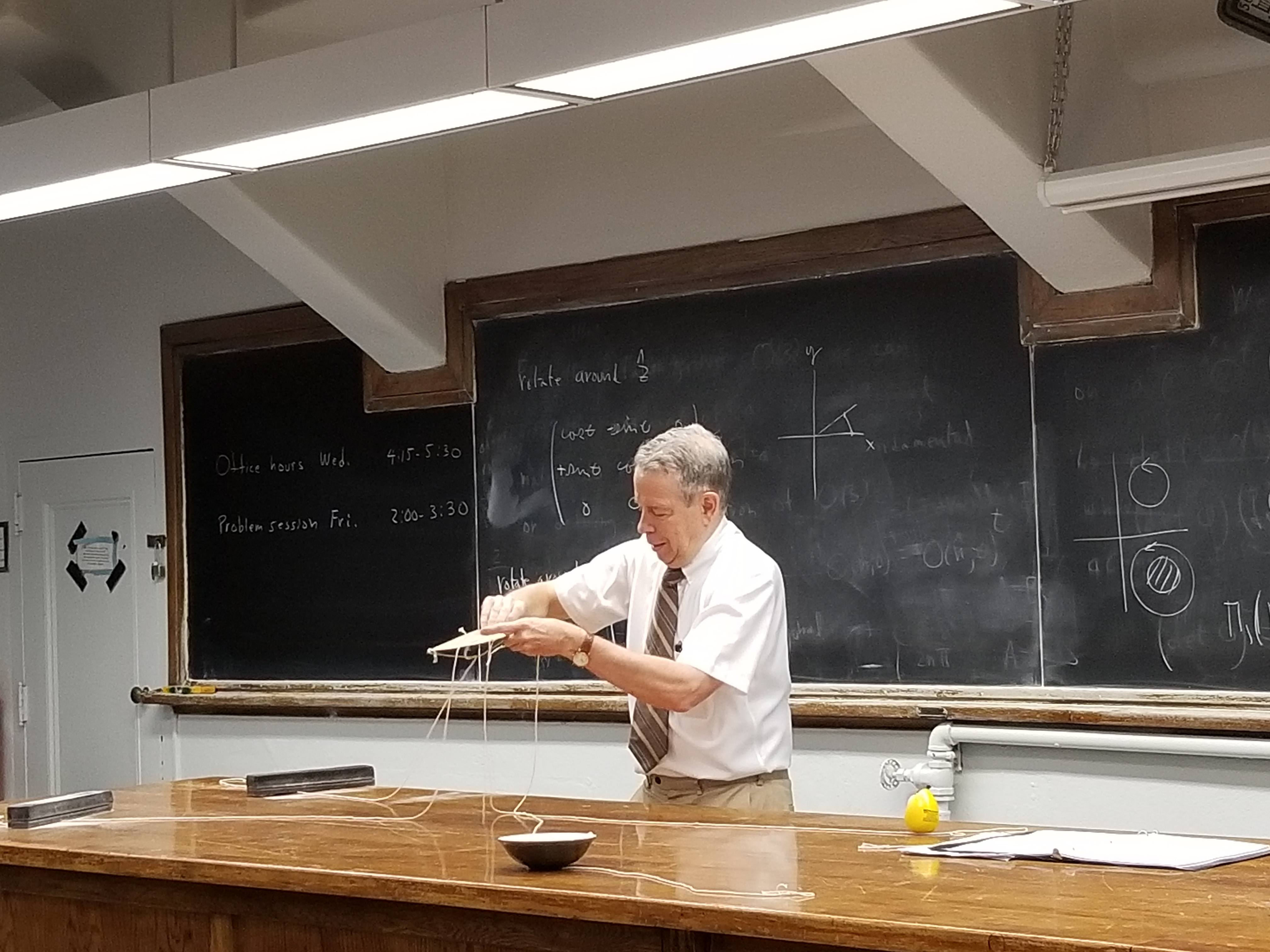
Norman Christ, 2018

Norman Christ (* 22. Dezember 1943 in Pittsburgh) ist ein US-amerikanischer Physiker.
Christ studierte an der Columbia University, wo er 1965 seinen Bachelorabschluss machte und 1966 promoviert wurde. Ab 1966 war er an der Princeton University, wo er bis zum Associate Professor aufstieg. 1967 wurde er Sloan Research Fellow. Ab 1974 war er Professor an der Columbia University (Ephraim Gildor Professor of Physics). 1994 bis 1999 war er Vorsitzender der Physik-Fakultät. Gleichzeitig ist er am Brookhaven National Laboratory (BNL). 
Er beschäftigt sich mit Quantenchromodynamik (QCD) und Gitterrechnungen zur QCD. Er ist einer der Begründer des QCD Teraflop Supercomputer Projekts und des QCDSP Projekts für QCD auf Supercomputern der Columbia University und des BNL (gestartet 1993, mit zwei 400 bzw. 600 Gflop Maschinen 1998, sie erreichten zusammen 1998 1 Teraflop). Für Letzteres erhielt er mit Robert Mawhinney, Alan Gara und Pavlos Vranas 1998 den Gordon Bell Preis. Er ist auch am Nachfolgeprojekt QCDDOC (QCD on a chip) beteiligt, bei dem 2005 drei Parallelrechner (zwei Computer in Brookhaven, einer an der University of Edinburgh) mit je 10 Teraflop Spitzenleistung und dauerhafter Leistung bei etwa der Hälfte in Betrieb gingen.
1981 wurde er Fellow der American Physical Society. Er war Mitglied der JASON Defense Advisory Group. 